# Лазар Николич
Лазар Николич (серб. Lazar Nikolić/Лазар Николић, нар. 1 серпня 1999, Лесковац) — сербський футболіст, півзахисник клубу «Воєводина». Виступав також за низку сербських і закордонних клубів. Дворазовий чемпіон Сербії та дворазовий володар Кубка Сербії.

## Клубна кар'єра
Лазар Николич народився 1999 року в місті Лесковац. Розпочав грати в юнацькій команді футбольного клубу ОФК, у сезоні 2016—2017 років Николич зіграв 2 матчі в складі основної команди клубу. У 2017 році молодий футболіст перебрався до клубу «Партизан», проте грав лише в юнацьких командах клубу, і в 2018 році перейшов до італійського клубу СПАЛ, де також грав у юнацьких командах.
У 2019 році сербський півзахисник повернувся на батьківщину до клубу «Явор», у якому грав до 2023 року, та став у складі «Явора» одним із основних гравців середньої лінії команди. Протягом 2023—2024 років футболіст грав у складі клубу «Црвена Звезда», де став дворазовим чемпіоном Сербії та дворазовим володарем Кубка Сербії. З 2024 року Лазар Николич грає у складі клубу «Воєводина».

## Виступи за збірні
У 2016 році Лазар Николич дебютував у складі юнацької збірної Сербії, загалом на юнацькому рівні взяв участь у 3 іграх, відзначившись одним забитим голом.

## Титули і досягнення
- Чемпіон Сербії (2):

«Црвена Звезда»: 2022–2023, 2023–2024
- Володар Кубка Сербії (2):

«Црвена Звезда»: 2022–2023, 2023–2024